# 7 Łaski Batalion Radiotechniczny
7 Łaski Batalion Radiotechniczny (7 brt) – pododdział Wojsk Radiotechnicznych Sił Zbrojnych PRL i RP.

## Historia
Batalion został sformowany na podstawie rozkazu nr 033 dowódcy Wojsk Lotniczych i Obrony Przeciwlotniczej Obszaru Kraju oraz zarządzenia nr 1 dowódcy 1 Korpusu OPL OK z 23 września 1957. Dowództwo batalionu umieszczono w Łodzi-Lublinku.
Do zadań batalionu w ramach wojsk radiotechnicznych w rejonie swojej odpowiedzialności należało między innymi: radiolokacyjne rozpoznanie przestrzeni powietrznej, zabezpieczenie dowodzenia, działania bojowego i szkolenia wojsk, nadzór nad przelotami.
W miarę rozwoju Wojsk Radiotechnicznych w 1974 roku sztab batalionu przeniesiono do Wiewiórczyna, podporządkowując go jednocześnie nowo powstałej 1 Brygadzie Radiotechnicznej w Warszawie. Wybudowano Połączone Stanowisko Dowodzenia (PłSD), a w Karszewie radiowe centrum nadawcze (RCN), które służyły batalionowi oraz 10 pułkowi lotnictwa myśliwskiego OPK i były ważnym ogniwem w systemie obrony powietrznej kraju.
Podstawowymi pododdziałami batalionu były kompanie radiotechniczne (krt), które w tym czasie były rozśrodkowane:
- 170 krt – Wiewiórczyn;
- 171 krt – Różyce
- 172 krt – Sławno
- 173 krt – Turów

Stan ten utrzymał się do drugiej połowy lat 90, W ramach restrukturyzacji  dokonywano szeregu zmian: zmieniono podległość batalionu do 3 BRt Wrocław, rozformowano 171 i 173 krt, dołączono 351 krt Osina oraz 35 Ośrodek Wykrywania i Kierowania (OWiK) Wrocław.
31 grudnia 2003 roku 7 brt został rozformowany.
Do ważniejszych osiągnięć w historii batalionu oprócz wykonywania zadań wynikających z obowiązków służbowych należy wymienić:
- 1962 – w 5 rocznicę powstania, nadanie sztandaru od Rady Państwa i udekorowanie „Honorową Odznaką Miasta Łodzi”
- 1979 – krt Różyce zwyciężyła w zawodach użyteczno-bojowych na szczeblu Wojsk Obrony Powietrznej Kraju. Sukces ten powtórzyła w 1983 r.
- 1982 – zdobywa miano „Wojskowy Mistrz Gospodarności”
- 1997 – w 40 rocznicę powstania, Społeczny Komitet ufundował sztandar nowego wzoru oraz wyróżniono Medalem Okolicznościowym „Zasłużony dla Miasta Łasku”
- 2002 – w 45 rocznicę powstania, Minister Obrony Narodowej decyzją nr 119 z dnia 8 maja 2002 r. nadał wyróżniającą nazwę "Łaski"[1].

## Dowódcy batalionu
- ppłk Leszek Mazerant (1957–1963)
- ppłk Włodzimierz Przemyski (1963–1979)
- ppłk Józef Banaś (1979–1983)
- ppłk Marian Mazurkiewicz (1983–1998)
- ppłk Wojciech Sikora (1998–2003)
- mjr Zbigniew Podemski (2003)